# Elisabeth Maske
Marie Conradine Elisabeth „Lia“ Maske (* 12. Mai 1860 in Lüneburg; † 29. September 1937 ebenda) war eine deutsche Lehrerin und gehört zur ersten Generation studierter Frauen in Deutschland. Sie war erstes weibliches Vorstandsmitglied im MTV Lüneburg, setzte sich zeitlebens für den Zugang von Frauen zu Sportvereinen ein und wurde erstes weibliches Ehrenmitglied im Deutschen Turner-Bund.

## Kindheit, Jugend und Ausbildung
Elisabeth Maske wurde als Tochter des Stadtbaumeisters August Maske und seiner Frau Johanne Antoinne Lindemann in Lüneburg als älteste von fünf Geschwistern geboren. Bereits als Kind war sie von einem Bewegungsdrang ausgezeichnet und wurde von ihrem Vater fortschrittlich erzogen. Mit 16 Jahren und entgegen dem vorherrschenden Zeitgeist schrieb sie sich am reformpädagogisch ausgerichteten Lehrerinnenseminar in Wolfenbüttel ein. Im Anschluss arbeitete sie für einige Jahre als Erzieherin in Schlesien und in der Schweiz und kam dann zurück nach Lüneburg.

## Wirken
Im Jahr der Öffnung der Universität Göttingen 1895 für Frauen, nutzte Maske die Möglichkeit und bekam eine Sondergenehmigung zum Studieren der Fächer Französisch, Naturwissenschaften, Geschichte, Kunstgeschichte antike Kultur und altdeutsches Wirtschaftsleben. Sie schloss das Studium 1897 mit einem Staatsexamen in Berlin ab. Sie zählt somit zur ersten Generation studierter Frauen in Deutschland. Nach ihrem Studium unterrichtete sie als Studienrätin am Lyceum in Lüneburg, der heutigen Wilhelm-Raabe-Schule, bis zu ihrem Ruhestand.
Sie trat 1897 als Mitglied der neu gegründeten Damenabteilung des MTV Lüneburg bei. Auf Grund ihres Engagements und Talents wurde sie Vorturnerin und zur Vorsitzenden der Damenabteilung gewählt, hatte aber noch kein Stimmrecht im Vorstand. In der Zeit des Ersten Weltkriegs arbeitete sie in einem Lazarett. Nach dem Krieg öffnete sich der MTV für Frauen, und durch eine Satzungsänderung konnten diese mit Männern gleichberechtigte Mitglieder werden, auch auf Wirken von Maske hin. Daraufhin hatte sie Stimmrecht im Vorstand und arbeitete bis 1932 engagiert im Vorstand mit. Ebenfalls wirkte sie auf Kreisebene als gewählte Vertreterin der Turnerinnen und sorgte dort dafür, dass Frauen 1921 erstmalig an Wettkämpfen teilnehmen konnten. Auf ihre Initiative hin fand das erste Kreisfrauenturnfest 1926 statt. Als 60-Jährige unterrichtete Lia Maske Gymnastik bei Carl Loges in Hannover. Ihr Wirken strahlte auch über Niedersachsen hinaus, und ihr Einsatz für Frauen im Sport wurde erkannt und geehrt. Maske beschrieb ihr Wirken wie folgt: „Ich diente nur einer guten Idee. Das war es, was mich jung hielt und mein Leben wertvoll machte.“

## Ehrungen
- Elisabeth Maske erhielt 1930 als erste Frau die Ehrenurkunde des Deutschen Turner-Bundes[3]
- Die ‚Elisabeth-Maske-Straße‘ in Lüneburg ist nach ihr benannt.[5]
- Sie ist Teil der Wanderausstellung „frauenORTE Niedersachsen“.[6][7]